# Mohamed El-Sayed (Fechter)
Mohamed El-Sayed (* 3. März 2003 in Kairo) ist ein ägyptischer Degenfechter.

## Erfolge
Mohamed El-Sayed nahm an den Olympischen Jugend-Sommerspielen 2018 in Buenos Aires teil, verpasste als Vierter jedoch knapp einen Medaillengewinn. Bei den 2021 in Tokio ausgetragenen Olympischen Spielen 2020 erreichte er in der Einzelkonkurrenz das Viertelfinale, in dem er dem späteren Bronzemedaillengewinner Ihor Rejslin mit 13:15 unterlag. Ein Jahr darauf gelang ihm bei den Mittelmeerspielen in Oran sein bis dato größter internationaler Erfolg, als er die Goldmedaille im Einzel gewann. 2024 sicherte er sich sowohl im Einzel als auch mit der ägyptischen Mannschaft bei den Afrikameisterschaften in Casablanca ebenso den Titelgewinn.
Bei den Olympischen Spielen 2024 in Paris gewann El-Sayed in der Einzelkonkurrenz zunächst seine ersten drei Gefechte, ehe er im Halbfinale mit 9:15 Yannick Borel unterlag. Im abschließenden Gefecht um Bronze setzte er sich dagegen gegen Tibor Andrásfi knapp mit 8:7 durch und sicherte sich so den Gewinn der Bronzemedaille. Mit der Mannschaft belegte er Rang acht.